# امیرحسین بهادر
امیرحسین بهادر (زاده ۶ آذر ۱۳۸۰) یک بازیکن فوتبال اهل ایران است که در پست وینگر برای باشگاه فوتبال شهرداری نوشهر در لیگ آزادگان بازی می‌کند.
وی اولین گل خود در لیگ برتر را مقابل صنعت نفت آبادان به ثمر رساند.